# De smurf uit de ruimte
De smurf uit de ruimte is een stripalbum buiten de reguliere reeks van De Smurfen. Het gaat om een promotiealbum voor Fristi en Cécémel.
Naast het titelverhaal bevat het album ook de verhalen De Liegsmurf, Smurfenvoetbal, De Zeesmurf in het land van de Furfen, en Het grote Smurfencircus.

## De verhalen

### De smurf uit de ruimte
De Smurfen vinden in het bos een ruimtewezen. Gargamel vertrappelt per ongeluk het ruimteschip van het ruimtewezen. De Smurfen worden betrapt, maar met het wapen van het wezen kunnen ze Gargamel wegjagen, maar het schip is wel stuk. Knutselsmurf herstelt het en het wezentje vertrekt na nog even wraak te hebben genomen op Gargamel.

### De Liegsmurf
De Smurfen zijn de Liegsmurf beu en boeien hem. Hij bluft dat hij niet eens bang is van Gargamel. De anderen dagen hem uit dat te bewijzen en geboeid gaat de Liegsmurf hem opzoeken. Gargamel vindt hem en gebruikt hem als lokaas. Grote Smurf en enkele anderen komen hem wat later achterna en lopen in de val. Hij vergeet echter de Liegsmurf die per ongeluk op een everzwijn terechtkomt. Het zwijn wordt kwaad en stoot daarbij Gargamel omver. De Smurfen kunnen ongedeerd ontsnappen

### Smurfenvoetbal
De Smurfen ontdekken het voetbal en houden een wedstrijd buiten het dorp om er geen schade aan te richten. Het gejoel op en rond het veld lokt Gargamel echter. Hij vangt alle Smurfen op twee na. De een houdt Gargamel even aan de praat, de ander - Grote Smurf - praat intussen met een mol. Die graaft een put onder Gargamels voeten. Hij zakt in de grond en wordt een geliefd object om ballen naar te trappen.

### De Zeesmurf in het land van de Furfen
Zeesmurf trekt de zee op en ontdekt een eiland dat bewoond wordt door Furfen, grijsblauwe dwergen die in opmerkelijk veel gelijkenissen vertonen met de Smurfen. Ook zij hebben een grote vijand: Gorgonel. Die vangt de Furfin, het meisje van de Furfen. Hij maakt een drankje waarmee hij de machtigste man ter wereld wordt en heeft daarvoor een Furf nodig. Zeesmurf belandt ook in het drankje en wordt zelf oersterk. Hij schakelt Gorgonel uit. De Furfin wil met hem trouwen, maar moet daarvoor wel eerst een aantal proeven doen. Zeesmurf vindt het maar niets en trekt terug naar de Smurfen.

### Het grote Smurfencircus
De Smurfen organiseren een circus. Goochelsmurf leent daarvoor de toverstaf van tovenaar Omnibus. Op zijn terugweg ziet Goochelsmurf dat de onvoorzichtige Smurfin gevangengenomen wordt door Gargamel. Met de toverstaf verkleint hij Gargamel. Smurfin wil hem gebruiken als wild dier in de voorstelling, maar daar loopt het mis: Gargamel wordt plots weer groot en begint de Smurfen te grijpen. Goochelsmurf is hem echter weer te snel af en verkleint hem nogmaals. Daarna wordt Gargamel met een circuskanon weggeschoten.